# Amazoromus kedus
Amazoromus kedus là một loài nhện trong họ Gnaphosidae. Loài này săn mồi ban đêm trong khi ban ngày thì ẩn mình dưới các tảng đá và lá cây. Cơ thể chúng có hình oval, hẹp và chĩa về phia sau.
Loài này thuộc chi Amazoromus. Amazoromus kedus được miêu tả năm 1994 bởi Brescovit & Höfer.